# Stegodyphus manicatus
Stegodyphus manicatus är en spindelart som beskrevs av Simon 1876. Stegodyphus manicatus ingår i släktet Stegodyphus och familjen sammetsspindlar. Inga underarter finns listade i Catalogue of Life.